# Copa Andina 1993
La Copa Andina, también llamada Copa de la Confraternidad, fue un torneo internacional de fútbol disputado entre Colo-Colo de Chile y Boca Juniors de Argentina en abril de 1993. El torneo se disputó en partidos de ida y vuelta, ganando los xeneizes 4-0 en el marcador global.
Esta copa guardaba un formato similar al de las "Finales Rioplatenses" debido a su naturaleza "Binacional", por lo cual y pese a haberse encontrado dentro del calendario oficial de ambas federaciones (AFA y FFC) la CONMEBOL nunca la reconoció dentro de sus competiciones oficiales (ya que se consideraba privativa para las demás federaciones integrantes de la CSF).

## Desarrollo[2]

### Partido de ida
| 14 de abril de 1993 | Colo-Colo | 0:1 (0:0) | Boca Juniors | Estadio Monumental David Arellano, Santiago                       |                                                                   |
|                     |           |           | Acosta 58'   | Asistencia: Sin datos sobre espectadores Árbitro(s): Víctor Ojeda | Asistencia: Sin datos sobre espectadores Árbitro(s): Víctor Ojeda |

### Partido de vuelta
| 22 de abril de 1993 | Boca Juniors                   | 3:0 (2:0) | Colo-Colo | La Bombonera, Buenos Aires                                              |                                                                         |
|                     | Martínez 17' 21' · Saturno 64' |           |           | Asistencia: Sin datos sobre espectadores Árbitro(s): Francisco Lamolina | Asistencia: Sin datos sobre espectadores Árbitro(s): Francisco Lamolina |

| Campeón Boca Juniors |